# Papiernia (Ostrów Wielkopolski, Gran Polonia)
Papiernia es una aldea en el municipio de Odolanów, comprendido en el distrito de Ostrów Wielkopolski, voivodato de Gran Polonia, en el oeste centro de Polonia.